# Kapit (bahagian)
Kapit (Bahagian Kapit) is een deelgebied (bahagian) van de deelstaat Sarawak op Borneo in Maleisië.
Het heeft een oppervlakte van 38.934 km² en telde 99.833 inwoners in 2000. De oppervlakte is groter dan die van België.

## Bestuurlijke indeling
De bahagian Tawau is onderverdeeld in drie districten (daerah):
- Kapit
- Song (district)
- Belaga

## Geografie

### Steden
Steden in de bahagian zijn onder andere Nanga Merit en Sungai Asap.